# Sohn Gottes
Der Ausdruck Sohn Gottes oder Gottessohn ist ein Ehrentitel in einigen Religionen. Im Judentum bezeichnet er das Volk Israel, Könige Israels und einzelne gerechte Israeliten (hebräisch ben elohim בֵּן אֱלֹהִים). Im Christentum wird Jesus Christus als einziger menschgewordener Sohn Gottes (Mt 16,16 f. ) verkündigt, der schon vor der Erschaffung der Welt war (Joh 17,5 , 17,24 ) und den Gott von Ewigkeit her zur Erlösung aller Menschen gesandt habe und der selbst Gott sei. Das Glaubensbekenntnis zu Jesus Christus als dem menschgewordenen Sohn Gottes wurde auf den christologischen Konzilien der frühen Kirche (Liste ökumenischer Konzilien) als Kernbestand christlichen Glaubens festgehalten.
Der „Menschensohn“ (hebräisch ben adam בן–אדם, aramäisch bar enascha oder bar nascha) ist ebenfalls ein Ausdruck aus der hebräischen Bibel. Im Neuen Testament (NT) erscheint der griechische Ausdruck ὁ υἱὸς τοὺ ἀνθρώπου (ho hyios tu anthropu, „der Sohn des Menschen“) nur in Eigenaussagen des Jesus von Nazaret, immer in der dritten Person, nie als Aussage über ihn oder andere.

## Alter Orient und Antike

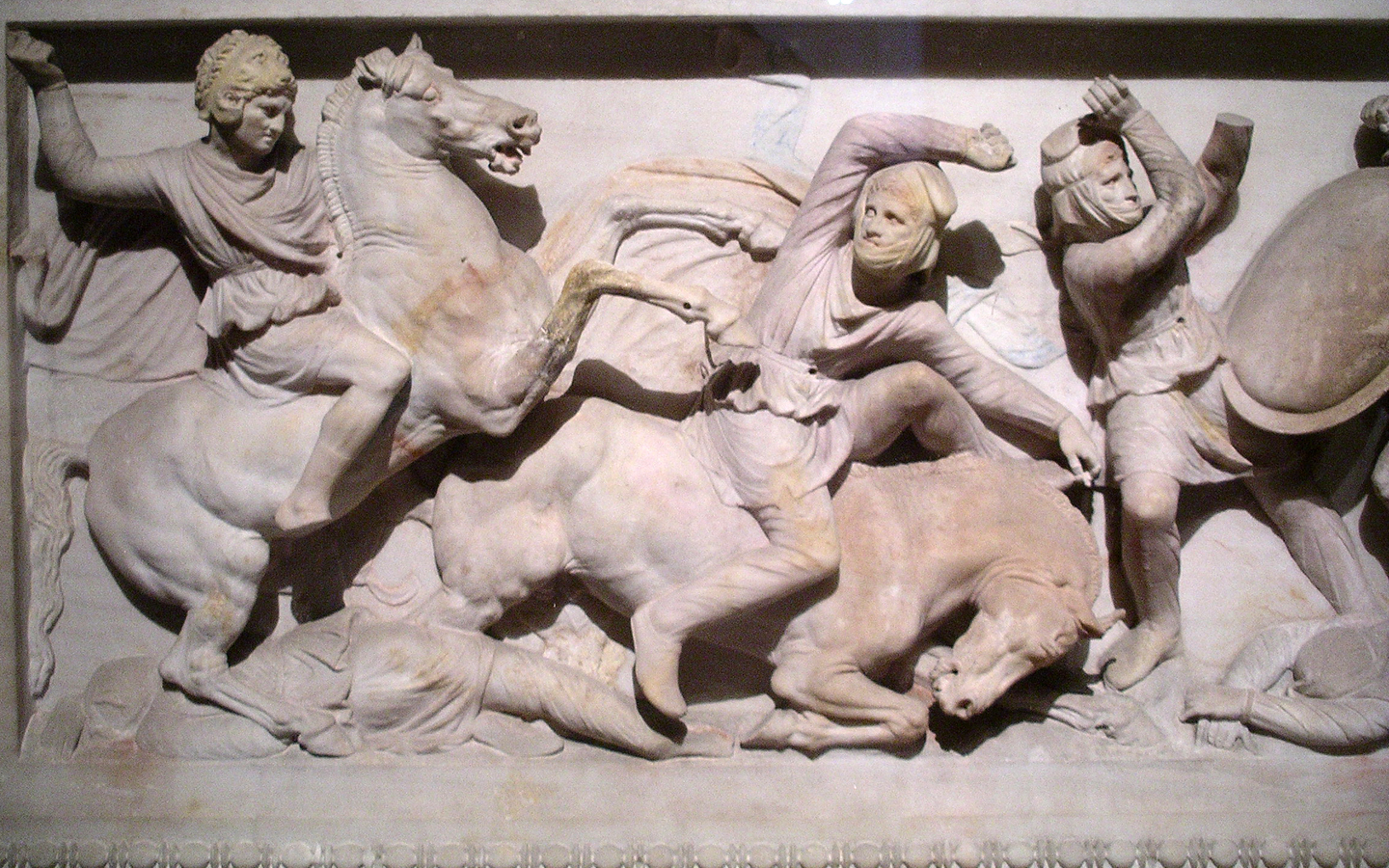
Alexander, „Sohn des Gottvaters Zeus“, Detail am „Alexandersarkophag“

Ein Herrscher wurde in der Gottkönigsideologie altorientalischer Großreiche seit etwa 2000 v. Chr. oft als Gottessohn bezeichnet. In Altägypten bezeichnete man den Pharao als Sohn des Gottes Amun. Im Hellenismus wurde Alexander der Große als „Sohn des Zeus“ verehrt. Diesen Titel übernahmen die Seleukiden.
Nach dem Tod und der Apotheose Julius Caesars zum Divus Julius nannte sich Augustus ab 42 v. Chr. „Sohn Gottes“ (Divi filius). Dies begründete den römischen Kaiserkult, den die folgenden römischen Kaiser fortsetzten.

## Judentum

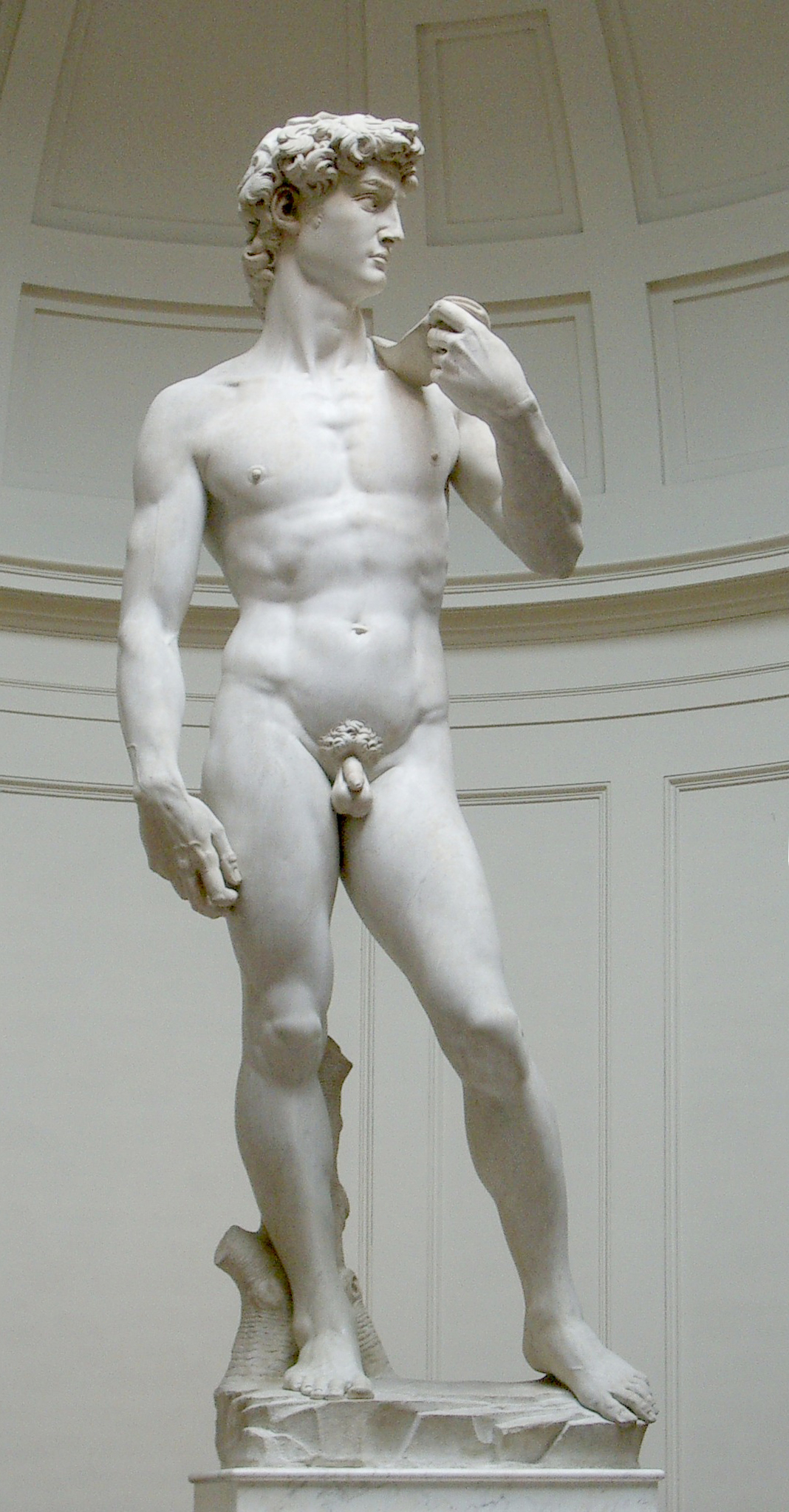
David (Michelangelo)

Der Tanach grenzt den Glauben der Israeliten gegen den Polytheismus, seine Götterwelten und gegen die Vergötterung und Anbetung oder Anrufung von Menschen, Lebewesen und Gegenständen ab. Dies zeigen gerade die Stellen, die Einflüsse altorientalischer Mythologie spiegeln: So zeugen die Gottessöhne in Gen 6,2  mit langem Leben ausgezeichnete Nachkommen Adams, also Menschen, keine Götter.
Hos 11,1  nennt das ganze erwählte Volk Israel Sohn Gottes. In den Königspsalmen wird ein inthronisierter Herrscher Israels öfter so genannt (Ps 2,7 ; Ps 89,28 ). Die umgebenden Motive zeigen den Einfluss der altorientalischen Hofsprache. Dabei fehlt jedoch die Vorstellung, der König sei physisch von Gott „gezeugt“, göttlich oder ein Halbgott; der Titel drückt hier vielmehr eine Personenwahl nach Analogie einer Adoption aus. Der König wird damit zum Führer des ganzen Gottesvolks Israel beauftragt und rechtlich zur Einhaltung von Gottes Willen verpflichtet.
In der Dynastiezusage an König David, „Dein Haus und dein Königtum sollen durch mich auf ewig bestehen bleiben“ (2 Sam 7,16 ), wird ihm angekündigt, Gott werde Davids leiblichen Sohn als den seinen ansehen: „Ich will für ihn Vater sein und er wird für mich Sohn sein“ (2 Sam 7,14 ). Für die Annahme, der Sohn-Gottes-Titel sei von dort aus auf den Messias als Heilsbringer der Endzeit übertragen worden, gibt es im Tanach keinen Beleg. Ein späteres Zitat dieser Zusage (1 Chr 17 ) nennt den Davidnachfolger vielmehr „Knecht“.
Einige Fragmente unter den Schriftrollen vom Toten Meer (entstanden etwa 200–100 v. Chr.) kombinieren den Messiastitel einmal mit den Titeln Sohn Gottes und Sohn des Höchsten (4Q 246). Dagegen fehlt der Sohn-Gottes-Titel in allen jüdischen Schriften, die vom Messias reden, zwischen 100 vor und 100 nach Chr.

## Christentum

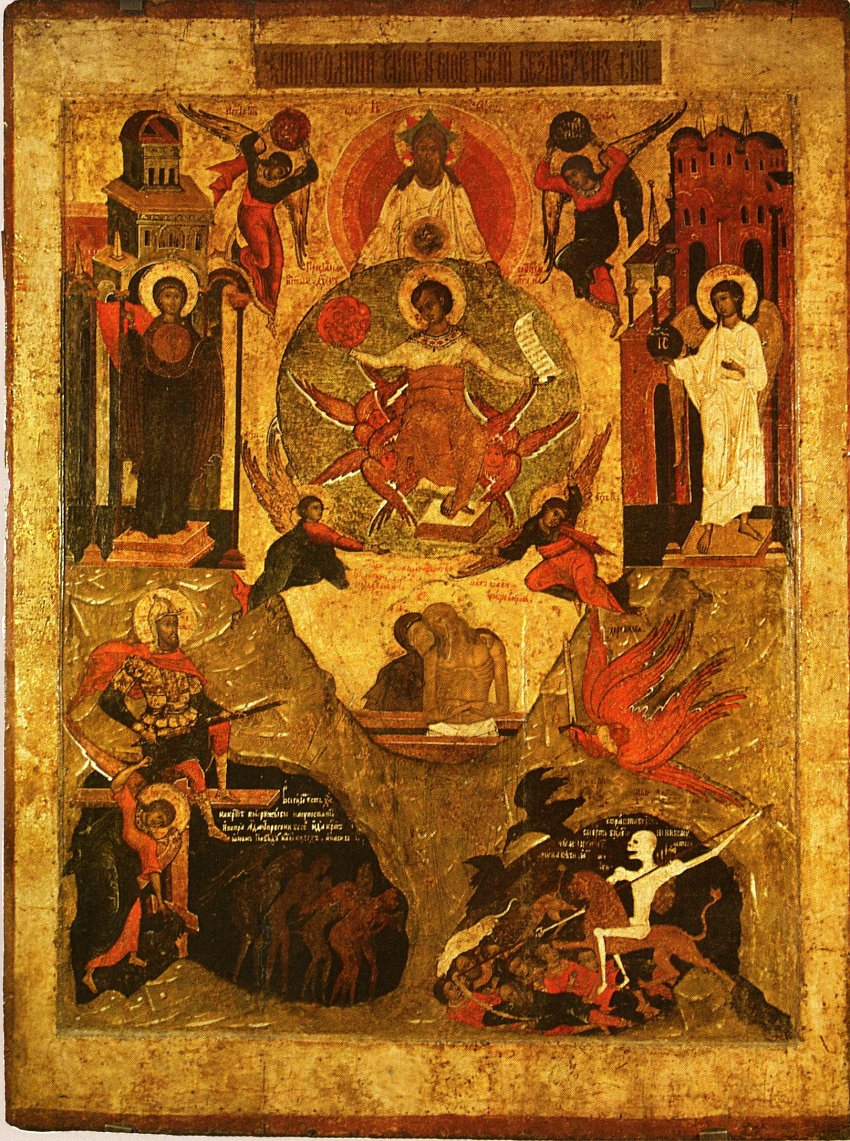
Gottes eingeborener Sohn, Ikone in der Verkündigungskathedrale in Moskau

### Neues Testament
Das Urchristentum bezog den aus dem Alten Testament bekannten Titel exklusiv auf Jesus von Nazaret, um dessen einzigartiges Verhältnis zum Gott Israels auszudrücken. „Sohn Gottes“ oder „(der) Sohn“ ist neben Christus („Gesalbter“) und Kyrios („Herr“ als Gottesanrede) einer der häufigsten Hoheitstitel für Jesus im Neuen Testament (NT). Er taucht in den meisten NT-Schriften auf und fehlt in mehreren Briefen (Pastoralbriefe, 2. Thessalonicherbrief, Jakobusbrief, 1. Petrusbrief und Judasbrief).
Das Markusevangelium stellt den Titel Sohn Gottes von Anfang an in den Vordergrund (Mk 1,1 ). Bei seiner Taufe (1,11 ) und seiner vorösterlichen Verklärung (9,7 ) habe Gott Jesus vom Himmel her zu seinem geliebten Sohn erklärt. Auch die Dämonen, die Jesus ausgetrieben habe, hätten ihn als Sohn Gottes erkannt und angeredet (3,11 ; 5,7 ). Die apokalyptische Endzeitrede ordnet den Sohn und seine Aufgabe in der Welt betont dem Vater unter (13,32 ). Angesichts seines Sterbens am Kreuz habe der römische Offizier, der die Hinrichtung beaufsichtigte, als Erster bekannt (15,39 ): „Wahrhaftig, dieser Mensch war Gottes Sohn.“ Darum sollen die Nachfolger Jesu den auferstandenen Kyrios verkünden und in seinem Namen Dämonen austreiben (16,15–19 ). Dieses Verständnis des Titels als Bezeichnung des von Gott zur endgültigen Rettung der Welt erwählten Heilsbringers greifen andere NT-Schriften auf (Joh 1,14 , Hebr 2,9 , Phil 2,7  u. ö.).
In Offb 2,18  stellt sich der erhöhte Christus der Gemeinde von Thyatira als „Sohn Gottes“ vor. Nur an dieser Stelle kommt der Titel in der Johannesoffenbarung vor. Deren Verfasser stellt Christus als den wahren Sohn Gottes gegen die sich ebenso nennenden römischen Kaiser. Zudem bereitet der Titel das Zitat des Sohn-Gottes-Psalms am Ende desselben Sendschreibens vor (Ps 2,8f. in Offb 2,27). Dieses stellt den Christus treuen Nachfolgern in Thyatira eine Teilhabe an der Machtstellung des Sohnes Gottes in Aussicht.
Dafür, dass der historische Jesus sich selbst als Sohn Gottes verstand, fehlen jedoch direkte Anhaltspunkte. Zwar deuten die Rahmenhandlungen der Wunderberichte diese Heiltaten als Zeichen seiner Sohnschaft; auch die Sündenvergebung und Toraauslegung verweisen auf diese Vollmacht. Doch in Eigenaussagen Jesu verwendet dieser vor allem den Titel des Menschensohns, und nur manchmal in Gesprächen bestätigend den Titel Gottes Sohn (Mk 14,61–62 , Joh 10,36 ).
Auch der Titel „Sohn Davids“ wird im Christentum auf Jesus selbst bezogen. Beim Einzug Jesu in Jerusalem jubelt die Menge (Mt 21,9 ): „Hosanna dem Sohne Davids! Gesegnet sei, der da kommt im Namen des Herrn!“ Jesu Stammbaum in Mt 1,1-16  sowie die Weihnachtsgeschichte in Lk 2,4  sollen seinen rechtmäßigen Anspruch auf den Thron untermauern, indem sie Jesus als Nachkomme Davids darstellen.

### Alte Kirche
Die Kirchenväter Clemens von Alexandrien und Origenes (um und nach 200 n. Chr.) lehrten, dass der Logos, der in Jesus verkörpert sei, notwendig sei für Gott, um sich der physischen und der geistigen Welt zu offenbaren. Der Logos-Jesus sei ebenso ewig wie der Schöpfer. Arius im 4. Jahrhundert meinte, der Logos-Jesus sei, wie Origenes es lehre, dem Vater (= Gott) untergeordnet, nicht vom Vater ewig gezeugt, kein richtiger Gottessohn, diese Bezeichnung sei ein Ehrenname und Jesus ein Adoptiv-Sohn Gottes (Arianismus).
Athanasius war im 4. Jahrhundert ein entschiedener Gegner des Arius. Er lehrte, dass der Logos-Jesus als ewige Zeugung Gottes, des Vaters, nur aus dem Vater, dem Urprinzip emaniert sei: Christus … mit dem Zusatznamen Jesus, ist der menschgewordene Logos oder Sohn Gottes, die zweite Person der Trinität mit einer menschlichen Natur. Der Sohn sei also ebenso dem Vater wesensgleich (Homousie), nicht nur wesensähnlich (Homoiusie). Die Vorstellung der Homousie wurde im Konzil zu Nicäa 325 als Kirchenlehre festgelegt.

### Mittelalter
In Texten der Mystik, insbesondere in ihrer rheinländischen Ausprägung, werden patristische Konzepte und Metaphern neu gedeutet. Die Gottessohnschaft sei nicht nur ein vergangenes Geschehen, sondern ein in der Seele zu realisierender Prozess. Besonders prägnant formulierten den Gedanken einer „Gottesgeburt in der Seele“ Meister Eckhart und die von ihm beeinflussten Autoren wie Heinrich Seuse, Johannes Tauler und Nikolaus von Kues.